# Església de Santa Coloma (Andorra la Vella)
Santa Coloma és una església al poble que duu el mateix nom, al marge dret del riu Valira, entre les poblacions de Sant Julià de Lòria i d'Andorra la Vella, parròquia aquesta última a la qual pertany. És un monument declarat Bé d'interès cultural, la màxima categoria de protecció d’un bé immoble segons la Llei 9/2003, modificada l’any 2014
Es tracta d'una de les esglésies més singulars del Principat per ser una de les més antigues del país i pel seu campanar circular.
L'església es va construir al segle ix, és a dir que inicialment l’església era preromànica i es va modificar durant l’època romànica i l’època moderna.

## Arquitectura i història
Durant el segle ix, es va aixecar la nau rectangular de grans dimensions orientada cap a l’est i l’absis quadrat de l’església mitjançant la tècnica de la tàpia a base d’encofrat i reforçat amb bigues longitudinals de fusta. De fet, la forma quadrada de l’absis és un clar exemple d’arquitectura preromànica a Andorra.
Al segle xii es va construir el campanar i la volta de canó de l’absis, entre altres elements. El campanar, rematat per un teulat de llosa en forma cònica, és circular i té quatre pisos d’alçada.
Els campanars es podien utilitzar també de torre de guaita, i per avisar dels perills i desastres, ja que des d’un campanar se’n podia veure sempre un altre.
També es feien servir de comunidors, per celebrar cerimònies no religioses que no es podien fer a l’interior de l’església, com reclamar pluja en període de sequera o a l’inrevés.
Al campanar es conserven restes de pintura mural vermella sota el voladís de la teulada i a l’intradós de les finestres del darrer pis. Són petits fragments de pintura mural d’origen romànic, que ens recorden que les esglésies estaven completament arrebossades i pintades tant per fora com per dins, i no eren de pedra vista com les veiem ara, sinó que han experimentat una pèrdua progressiva de l'arrebossat al llarg dels segles, per acabar eliminant-se als anys setanta seguint els gustos de l'època de deixar la pedra a la vista.
Sota el teulat hi podem veure també un cap humà esculpit, un dels pocs exemples d’escultura monumental que trobem a Andorra juntament amb el fris amb dents de serra de la porta d’entrada.
L’escultura a les portes i als accessos emmarcava el pas del món exterior a l’espai sagrat de l’església.
A l’últim, entre la paret sud-est de l’església i el campanar trobem el pòrtic, que es va construir, aproximadament, als segles xvi o xvii, tot i que sembla que en substitueix un de més antic. El porxo s’aixeca sobre uns pilars de fusta que arrenquen d’un banc de pedra.
El teulat és de llosa, com el de la nau, i el pendent és el mateix que el del teulat del temple, tot i que en l’última intervenció es van deixar els dos teulats a diferent nivell per fer més entenedora l’estructura de l’edifici.
S’accedeix a l’interior del temple per una porta que presenta uns carreus molt més regulars que la resta d’aparell de la construcció i que estan col·locats amb una tècnica més acurada; això fa pensar que aquesta porta no és l’original del monument preromànic, sinó que es va construir després, probablement en el mateix moment en què s’hi va afegir el campanar.
Emmarcant l’arc de mig punt de la porta trobem una arquivolta feta amb pedra tosca i decorada amb una sanefa de dents de serra, element decoratiu típic del romànic llombard, i just per sobre de la pedra clau de l’arc hi ha una creu esculpida.
Aquesta senzilla decoració s’assembla molt a la que trobem a la porta d’entrada de l’església de Sant Romà de les Bons a Encamp.

## L’interior de l'església

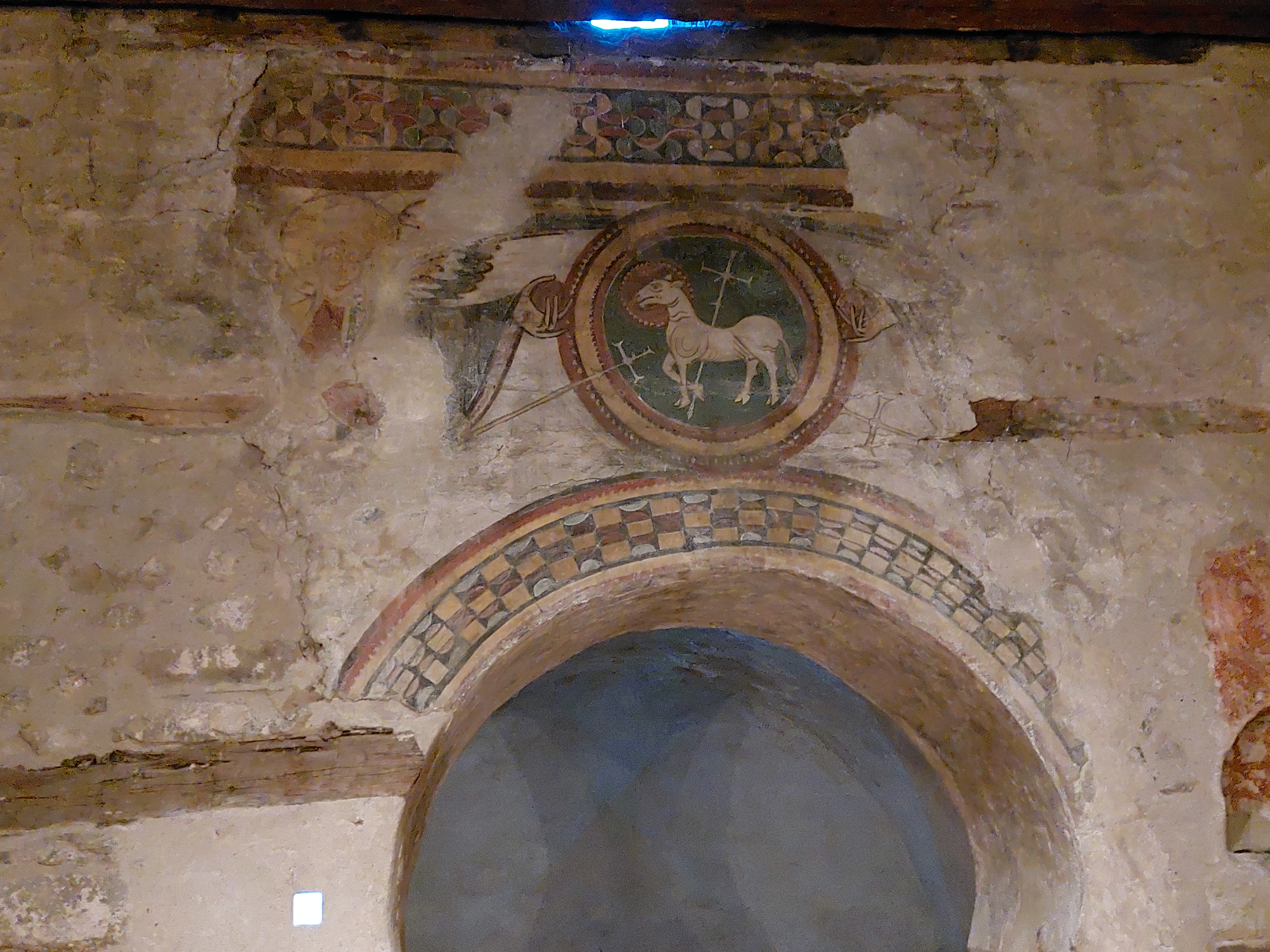
Pintures murals de l'interior de l'església de Santa Coloma

A la dècada dels anys trenta, els Amics de l’Art Vell van eliminar un cor de fusta dels segles xvii o xviii, ubicat als peus de la nau, per restablir l’aspecte romànic original de l’edifici.
Dins de la nau de l’església de Santa Coloma s’observa que les parets interiors de l’església de Santa Coloma també tenen la pedra vista, ja que als anys setanta del segle xx, durant una restauració, es va repicar el morter.
A l’extrem oposat de l’església, destaca l’arc triomfal que separa la nau de l’absis, un arc de ferradura una mica rebaixat que tradicionalment ha fet que es relacioni l’edifici amb l’arquitectura musulmana; no obstant això, si ens hi fixem bé veurem que es tracta d’un arc de mig punt ultrapassat, és a dir, es construeix igual que un arc de mig punt, però la seva curvatura és una mica més gran que els 180 graus dels arcs de mig punt. A més, com que l’amplada de l’arc supera l’amplada de la superfície d’on arrenca, els constructors van igualar la diferència estrenyent-lo per la part inferior. Per tot això, aquest arc és característic de l’arquitectura preromànica visigòtica.
Les úniques mostres de pintura mural romànica in situ que queden a l’església les trobem al frontal de l’arc, ja que tota la resta es va arrencar i vendre l’any 1933. Es tracta de la representació d'un Agnus Dei. En el moment de la venda es desconeixia l’existència dels fragments que han quedat a l’església, perquè quedaven amagats darrere del retaule barroc que es va construir entre els anys 1741 i 1742. El retaule recobria l’arc triomfal i barrava l’accés a l’absis preromànic, que funcionava com a sagristia. Després d'un llarg periple, el Crist en majestat i el col·legi apostòlic que hi havia a l’absis van retornar a Andorra l'any 2007 i s’exposen actualment a l’Espai Columba.

### El periple de les pintures
L'any 1932, les pintures murals de l'església de Santa Coloma van ser arrancades de l'emplaçament original per Arturo Cividini, a instàncies de l'antiquari i comprador Josep Bardolet. Foren traslladades a la Casa Amatller de Barcelona, on Cividini les traspassà a un nou suport. El gruix d'aquestes pintures (crist en magestat i col·legi apostòlic) van ser venudes al baró Jean Germain Léon Cassel, d'origen jueu, a qui el govern nazi li requisà la col·lecció, que passà a formar part del fons artístic del Tercer Reich. Després de la Segona Guerra Mundial, les pintures de Santa Coloma propietat del baró Cassel es van dipositar a Múnic i, posteriorment, a Berlín, on van ser restaurades a partir del 1989. El 2007 foren adquirides pel Govern d'Andorra per 4,5 milions d'euros i actualment s'exhibeixen a l'Espai Columba, davant de la mateixa església.
Pel que fa als altres dos fragments que no van ser venuts al baró Cassel i que representen Sant Silvestre i Sant Gregori, foren traslladats des de la Casa Amatller de Barcelona a Madrid, adquirits per l'antiquari Apolinar Sánchez, que els vengué probablement el mateix 1933 a Arthur Byne. Aquest els diposità el març del 1934 a la Brummer Gallery de Nova York. El fragment de Sant Silvestre hi romangué fins al 1941, en què va ser adquirit per l'Amherst College de Massachusetts, on actualment s'hi exhibeix. L'altre fragment, representant Sant Gregori fou exhibit el 1938 al City Art Museu of St. Louis (Missouri). Posteriorment, el juny de 1942 va ser subhastat a la Parke-Bernet de Nova York i adjudicat al baró Cassel. Després de la seva mort, la vídua el dugué el 1955 a subhasta a l'Hotel Drouot de París. Malgrat els intents dels Museus Nacionals francesos per adquirir-lo en aquella subhasta, va ser adjudicat al col·leccionista i comerciant d'art parisenc, d'origen armeni, Nourhan Manoukian, que el conservà a prop seu una bona colla d'anys. Actualment, se'n desconeix la seva ubicació.

### El retaule major de Santa Coloma (1741-1742)

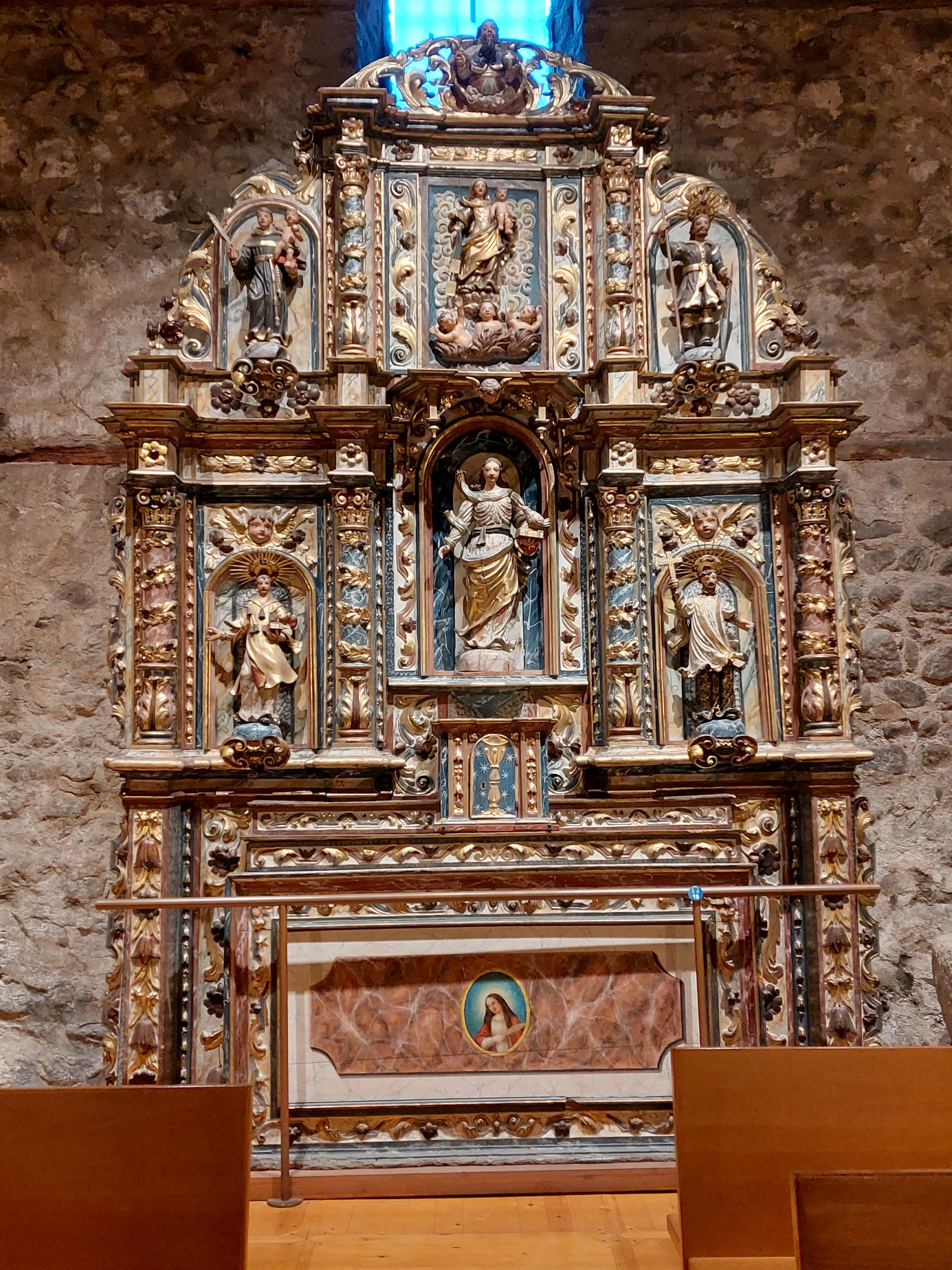
Retaule de Santa Coloma

Situat al peu de la nau, és un dels més tardans de tots els retaules andorrans. Els autors de la peça van ser l’escultor conegut amb el pseudònim de Mestre d’Adrall i el daurador Simó Ruaix.
Hi veiem representada santa Coloma, patrona de l’església, juntament amb sant Antoni de Pàdua, sant Esteve, sant Isidre llaurador i sant Francesc Xavier.

### El sagrari i la Mare de Déu del Remei
Al peu de la nau, al costat del retaule, hi ha un sagrari que, per la tipografia, els experts daten de l’any 1600. Té forma de prisma hexagonal i està completament recobert de pintura, tant per la cara interior com per l’exterior. Tot el cicle pictòric compon una iconografia que ens remet a la passió i la resurrecció de Crist.

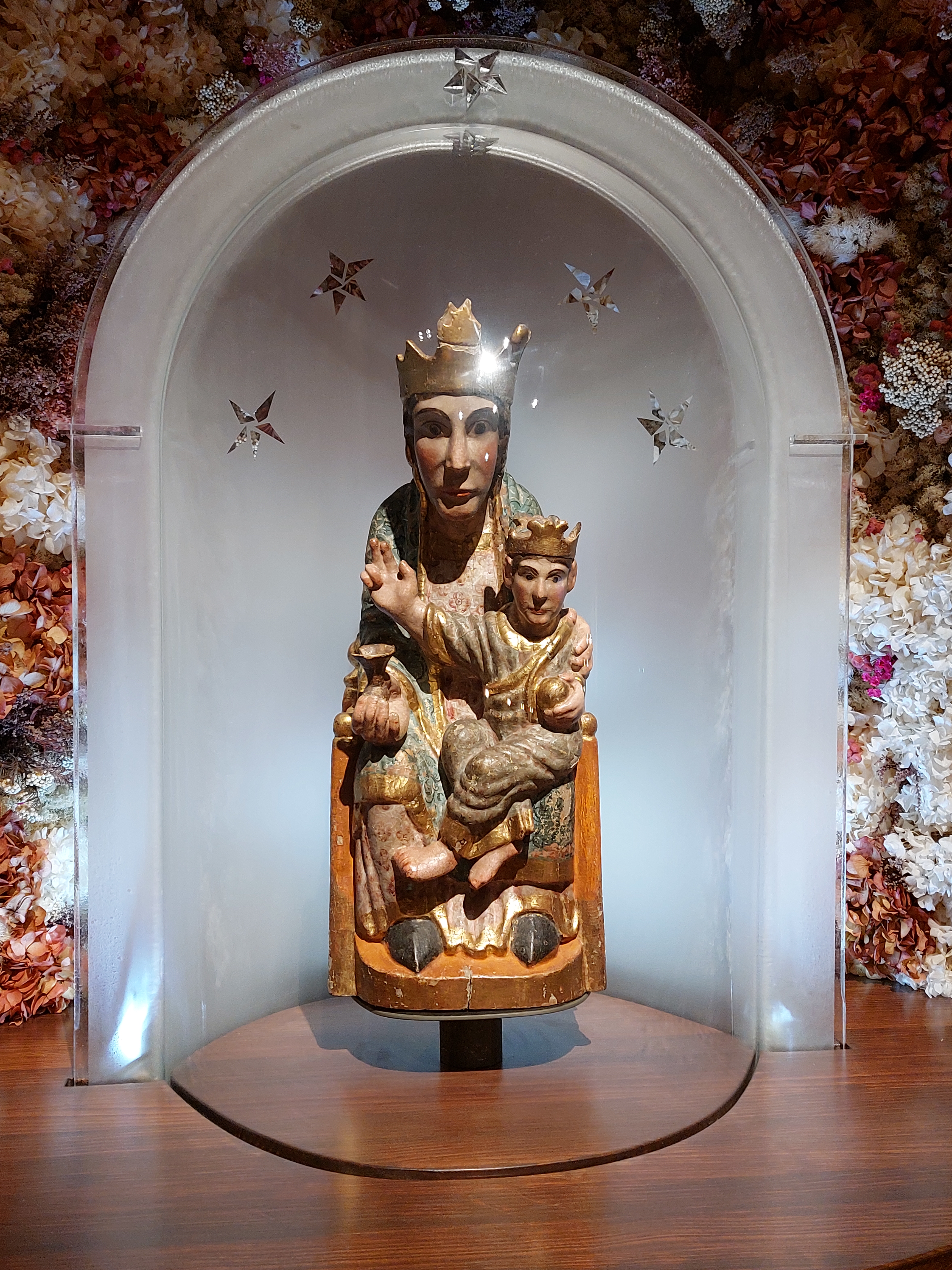
Mare de Déu dels Remeis de Santa Coloma

Al costat de l’arc triomfal, protegida per una vitrina, podem observar la imatge de la Mare de Déu del Remei, una talla de fusta policromada que data de finals de segle xii o principis del segle xiii. De totes les talles romàniques que s’han trobat a Andorra, és la que tendeix més cap al gòtic, fet que podem comprovar en el desplaçament lateral del nen Jesús, que s’allunya de l’eix de l’escultura, i en la recreació de moviment que l’escultor dona a la figura de Jesús, amb les cames entrecreuades i entravessades sobre la falda de la mare.
A més, sembla que els dos personatges tinguin una certa complicitat: en les talles purament romàniques la mare fa la funció de setial del fill, però en aquesta podem entreveure una relació de complicitat mare-fill, amb la mare abraçant-lo amb el braç esquerre.
Al peu de la nau també hi trobem una pica baptismal de granit d’època medieval, que va ser descoberta durant la intervenció dels anys setanta.